# Wellcom
«Wellcom» — торговый знак компании «Tele2 Россия» (после реструктуризации «Ростелекома»; до этого — бренд «Сибирьтелекома»), под которым его дочерние компании предоставляют услуги доступа по технологии CDMA-450 в Красноярском крае, Иркутской и Томской областях, республике Хакасия.

## История
Первая сеть Wellcom была запущена в ноябре 2005 года в Красноярском крае оператором мобильной связи «Енисейтелеком». 3 апреля 2006 года Томский филиал ОАО «Сибирьтелеком» запустил сеть Wellcom в Томской области, а 20 апреля 2006 года оператор мобильной связи «Байкалвестком» приступил к коммерческой эксплуатации сети Wellcom в Иркутской области. С 21 апреля 2009 года Хакасским филиалом ОАО «Сибирьтелеком» была запущена сеть в республике Хакасия.
16 июня 2015 года компания Tele2 Россия завершила реорганизацию в форме присоединения 33 дочерних компаний. Все присоединённые компании, в том числе «Wellcom», прекратили своё существование и были исключены из реестра юридических лиц.
Под торговым знаком «Wellstar» предоставляются услуги доступа по технологии CDMA EV-DO в Красноярском крае с декабря 2006 года, а в Иркутской области с 1 июня 2007 года.
С 1 апреля 2018 года услуги связи в стандарте CDMA на территории Иркутской области предоставляться не будут, поскольку оборудование для сети стандарта CDMA в Иркутской области устарело.

## Количество абонентов
В марте 2009 года совокупное количество абонентов Wellcom в Красноярском крае, Томской и Иркутской областях насчитывало более 90 тысяч человек.
В марте 2010 года количество абонентов Wellcom превысило 200 тысяч человек (100 тыс. абонентов в Иркутской области, 50 тыс. абонентов в Томской области, 49 тыс. абонентов в Красноярском крае, 1 тыс. абонентов в республике Хакасия).